# Radikal jung
Radikal jung – Das Festival junger Regie findet seit 2005 einmal jährlich am Münchner Volkstheater statt. Es hat es sich zur Aufgabe gemacht, Nachwuchsregisseuren ein Forum und eine Bühne zu bieten.
Eine Jury wählt Inszenierungen junger Regisseure der deutschsprachigen und z. T. internationalen Theaterlandschaft aus. Am Ende der Festivalwoche wird ein Publikumspreis in Höhe von 4.000 Euro verliehen.
Parallel zu den Inszenierungen findet ein Rahmenprogramm bestehend aus Lesungen, Performances sowie Konzerten und Partys statt. Neben den Publikumsgesprächen mit den jeweiligen Regisseure wird u. a. über die Zukunft des Theaters diskutiert.

## Teilnehmer

### 2005
Thalia Theater Hamburg: Port, Regie David Bösch
Deutsches Schauspielhaus Hamburg: Don Karlos, Regie Laurent Chétouane
Burgtheater Wien: Untertagblues, Regie Friederike Heller
Schauspiel Frankfurt: Jack und Jill, Regie Christiane Schneider
Schauspiel Frankfurt: Dantons Tod, Regie Philipp Preuss
Münchner Volkstheater: Was ihr wollt, Regie Jorinde Dröse
Münchner Volkstheater: Fegefeuer in Ingolstadt, Regie  Jorinde Dröse
Münchner Volkstheater: Nieder Bayern, Regie Florian Fiedler

### 2006
Schauspiel Frankfurt: Die Leiden des jungen Werther, Regie  Florian Fiedler  (Gewinner des Publikumspreises)
Staatstheater Stuttgart: Früchte des Nichts, Regie Roger Vontobel
Schauspielhaus Bochum: Phaidras Liebe, Regie Lisa Nielebock
Deutsches Schauspielhaus Hamburg: Lila/Purple, Regie Jens Zimmermann
Münchner Volkstheater: Viel Lärm um nichts, Regie  Jorinde Dröse
Mädchenchor Giessen: Dreckig tanzen, Regie Susanne Zaun
Schauspiel Essen: Ein Sommernachtstraum, Regie  David Bösch  (Gewinner des Publikumspreises)
Thalia Theater Hamburg: Antigone, Regie Christine Eder

### 2007
Deutsches Nationaltheater Weimar: Othello, der Mohr von Venedig, Regie Tilmann Köhler
Deutsches Theater Berlin: Waldstein oder der Tod des Walter Gieseking am 6. Juni 2005, Regie Hanna Rudolph (Gewinnerin des Publikumspreises)
Schaubühne am Lehniner Platz Berlin: Augenlicht, Regie Ingo Berk
Thalia Theater Hamburg: Viel Lärm um nichts, Regie David Bösch
Münchner Volkstheater: Frühlings Erwachen, Regie Christine Eder
Thalia Theater Hamburg: Finkenwerder Herbstprinzen oder wie die Äpfel fliegen lernten, Regie Frank Abt
Deutsches Schauspielhaus Hamburg: Spieltrieb, Regie Roger Vontobel
Grillo-Theater Essen: Bluthochzeit, Regie Rafael Sanchez
Münchner Kammerspiele: Engel, Regie Felicitas Brucker

### 2008
Thalia Theater Hamburg: Gerettet, Regie Jette Steckel
Theaterhaus Jena: Second life - „So real, wie Du dich fühlst“, Regie Tomas Schweigen
Münchner Volkstheater: Schilf, Regie Bettina Bruinier (Gewinnerin des Publikumspreises)
Staatstheater Stuttgart: the kids are alright, Regie Seraina Maria Sievi
Staatsschauspiel Dresden: Antigone, Regie Yael Ronen
schauspielfrankfurt: Robinson Crusoe oder Friday, I´m in Love, Regie Robert Lehniger
schauspielfrankfurt: Don Quijote, Regie Simon Solberg
Deutsches Theater Berlin: Roberto Zucco, Regie Jakob  Fedler
Schauspielhaus Graz: Alice, Regie Viktor Bodó

### 2009
Schauspiel Leipzig: Juli, Regie Mareike Mikat
Deutsches Theater Berlin: Caligula, Regie Jette Steckel (Gewinnerin des Publikumspreises)
Schaubühne am Lehniner Platz Berlin: Die Räuber, Regie Lars Eidinger
Thalia Theater Hamburg: Letztes Territorium, Regie Corinna Sommerhäuser
Theaterakademie Hamburg: Ödipus, Regie Felix Rothenhäusler
Maxim-Gorki-Theater Berlin: Glaube Liebe Hoffnung, Regie Ronny Jakubaschk
Theater Erlangen: Die Reise, Regie Eike Hannemann
Münchner Volkstheater: Faust, Regie Simon Solberg

### 2010
schauspielfrankfurt: Hedda Gabler, Regie Alice Buddeberg
Münchner Volkstheater: Romeo und Julia, Regie Simon Solberg
Münchner Volkstheater: Eros, Regie Christine Eder
Thalia Theater Hamburg: Amerika, Regie Bastian Kraft (Gewinner des Publikumspreises)
Thalia Theater Hamburg: Ernst ist das Leben (Bunbury) Regie Anna Bergmann
Maxim-Gorki-Theater Berlin: Der Geisterseher, Regie Antú Romero Nunes
Schauspiel Leipzig: Im Pelz, Regie Johannes Schmit
Schauspielhaus Bochum: Himmelangst, Regie Lilli-Hannah Hoepner

### 2011
Heimathafen Neukölln (Berlin): ArabQueen, Regie Nicole Oder (Gewinnerin des Publikumspreises)
schauspielfrankfurt: Peer Gynt, Regie Antú Romero Nunes
Kleines Theater "Duško Radovic" Belgrad: Gott ist ein DJ - Bog je di džej, Regie Miloš Lolić
Schauspielhaus Zürich: Stiller, Regie Heike M. Goetz
Burgtheater Wien: Dorian Gray, Regie Bastian Kraft
Ballhaus Naunynstraße Berlin: Verrücktes Blut, Regie Nurkan Erpulat
Münchner Volkstheater: Das fünfte Imperium, Regie Mareike Mikat
Gate Theatre London/ATC: Fatherland, Regie Caroline Steinbeis
Théâtre national de Belgique Brüssel: Life: Reset, Regie Fabrice Murgia
Centraltheater Leipzig: Vatermord, Regie Robert Borgmann

### 2012
Maxim-Gorki-Theater Berlin: Rocco und seine Brüder, Regie Antú Romero Nunes
HOPPart Company Budapest: Korijolánusz, Regie Csaba Polgár
International Institute of Political Murder: Hate Radio (UA), Regie Milo Rau
Theaterhaus Jena: Faust, Regie Moritz Schönecker
Staatsschauspiel Dresden: Tschick (UA), Regie Jan Gehler
Het Huis van Bourgondië Maastricht: This is my dad (UA), Regie Ilay den Boer
Münchner Volkstheater: Felix Krull, Regie Bastian Kraft (Gewinner des Publikumspreises)
schauspielfrankfurt: Der große Gatsby, Regie Christopher Rüping

### 2013
Schauspielhaus Zürich: Kinder der Sonne, Regie Daniela Löffner
Theater Bielefeld: Demut vor deinen Taten Baby (UA), Regie Babett Grube (Gewinnerin des Publikumspreises)
Thalia Theater (Hamburg): Die Protokolle von Toulouse (UA), Regie Malte C. Lachmann
Stadttheater Klagenfurt: Winterreise, Regie Marco Štorman
International Institute of Political Murder: Breiviks Erklärung, Regie Milo Rau
O-Team mit dem Theaterhaus Jena: Ich bedanke mich für alles (UA), Regie Samuel Hof
Home Made Ensemble Tel Aviv: Shall we dance (UA), Regie Abigail Rubin / Yoav Bartel
Münchner Volkstheater: Arabboy, Regie Abdullah Kenan Karaca
Schauspiel Köln: Die Glasmenagerie, Regie Sebastian Kreyer
Tmuna Theater Tel Aviv: Mein Jerusalem - a performance by Sabine Sauber (UA), Regie Eyal Weiser

### 2014
freie Produktion: This is the land - the zionist creation rejects' salon (UA), Regie Eyal Weiser
all exclusive productions/in-house festival: Life & Strive (UA), Regie und Konzept Anat Eisenberg und Mirko Winkel
freie Produktion: The Lottery (UA), Regie und Konzept Saar Székely und Keren Sheffi
Maxim-Gorki-Theater Berlin: Schwimmen lernen, Regie Hakan Savaş Mican
Schauspielhaus Zürich: Die Radiofamilie, Regie Mélanie Huber
Teatru Spălătorie Chișinău: Dear Moldova, can we kiss just a little bit? (UA), Regie Jessica Glause
Ballhaus Naunynstraße und Landestheater Niederösterreich sowie Maxim-Gorki-Theater Berlin: Ich rufe meine Brüder, Regie Michael Ronen
Unkoordinierte Bewegung: Austrian Psycho (UA)
Münchner Volkstheater: Der große Gatsby, Regie Abdullah Kenan Karaca
si vous pouviez lécher mon coeur mit Festival d’Avignon u. a.: les particules élémentaires, Regie Julien Gosselin (Gewinner des Publikumspreises)
Nationaltheater Mannheim mit Hessischer Theaterakademie: Hurenkinder Schusterjungen (UA), Regie Tarik Goetzke
Schauspiel Frankfurt: 2. Sinfonie-Rausch (UA), Regie Ersan Mondtag

### 2015
Schauspiel Leipzig: Das Tierreich (UA), Regie: Gordon Kämmerer
Theater Bremen: Der perfekte Mensch (UA), Regie: Alexander Giesche
Monster Truck und Theater Thikwa: Dschingis Khan (UA)
Schauspiel Köln: Invasion!, Regie: Pinar Karabulut
Ballhaus Naunynstraße: Kings (UA), Regie: Nora Abdel-Maksoud
Düsseldorfer Schauspielhaus: La chemise Lacoste (UA), Regie: Alia Luque
Schauspiel Frankfurt: Orpheus# (UA), Regie: Ersan Mondtag
Staatstheater Darmstadt: Prinz Friedrich von Homburg, Regie: Juliane Kann
Gastspiel aus der Ukraine: R + J (UA), Regie: Sashko Brama
Monster Truck und Theater Thikwa: Regie (UA), Regie: Sabrina Braemer, Jonny Chambilla, Oliver Rinke
Münchner Volkstheater: Und jetzt: Die Welt!, Regie: Jessica Glause (Gewinnerin des Publikumspreises)

### 2016
Flimmerskotom (UA), Autorenteam und Regie: Gregor Glogowski, Alisa Hecke und Benjamin Hoesch. Diese Produktion zeigt keine Menschen und basiere, so die Kuratoren, auf viel „Dunkelheit und Technik“.
Schauspiel Frankfurt: Fräulein Julie, Regie: Daniel Foerster
Regie 2 (UA), Regie und Produktion: Monstertruck in Koproduktion mit No Limits Berlin und Sophiensæle. Monstertruck, zum zweiten Mal ausgewählt, ist eine Gruppe aus Berlin, die mit Schauspielern mit Down-Syndrom Stücke erarbeitet.
Staatstheater Kassel: Tyrannis (UA), Regisseur und Autor: Ersan Mondtag. Mondtag wurde bereits zum dritten Mal ausgewählt, damit das Publikum Gelegenheit erhalte, die Entwicklung von Regisseuren zu begleiten. Das Stück kommt ohne Sprache aus.
Münchner Volkstheater: Katzelmacher (nach dem gleichnamigen Film von Rainer Werner Fassbinder, Regie: Abdullah Kenan Karaca)
J.U.D.I.T.H. (UA), Regie und Autorinnenteam: Marja Christians und Isabel Schwenk
Caliband Théâtre Rouen: Raging Bull (UA), Regie: Mathieu Létuvé (Gewinner des Publikumspreises), nach der Biografie von Jake LaMotta
Teatro Nacional D. Maria II, Lissabon: António e Cléopatra, Regie: Tiago Rodrigues, nach William Shakespeare
Nationaltheater Mannheim: die unverheiratete (Deutsche Erstaufführung), Regie: Florian Fischer, von Ewald Palmetshofer
Campo Gent, Künstlerhaus Mousonturm Frankfurt am Main, Julius-Hans-Spiegel-Zentrum Theater Freiburg: Schönheitsabend (UA), Regie und Autorenteam: Florentina Holzinger und Vincent Riebeek

### 2017
Thalia Theater Hamburg: Nathan die Weise, Regie: Leonie Böhm, nach Gotthold Ephraim Lessing
Maxim Gorki Theater Berlin: STÖREN, Regie: Suna Gürler, von Suna Gürler und Ensemble
Maxim-Gorki-Theater Berlin: The Making-of, Regie: Nora Abdel-Maksoud, von Nora Abdel-Maksoud
Thalia Theater Hamburg: Wenn die Rolle singt oder der vollkommene Angler, Regie: Johanna Louise Witt (Gewinnerin des Publikumspreises), von Thomas Niehaus und Paul Schröder
Koproduktion studioNAXOS und der Hessischen Theaterakademie: Der 2. Mai, Regie: Jan Philip Stange, von Jan Philip Stange
Münchner Volkstheater: Das Schloss, Regie: Nicolas Charaux, von Franz Kafka
Staatsschauspiel Dresden: Gott wartet an der Haltestelle, Regie: Pinar Karabulut, von Maya Arad Yasur
Cock, Cock... Who's There?, Regie: Samira Elagoz, von Samira Elagoz
Nt Gent: Kroniek oder wie man einen Toten im Apartment nebenan für 28 Monate vergisst, Regie: Florian Fischer

### 2018
Schauspiel Köln: Romeo und Julia, Regie: Pinar Karabulut, von William Shakespeare
Münchner Kammerspiele: Mittelreich, Regie: Anta Helena Recke, nach dem Roman von Josef Bierbichler
Schauspiel Köln: Alles, was ich nicht erinnere, Regie: Charlotte Sprenger, nach dem Roman von Jonas Hassen Khemiri
Thalia Theater Hamburg: Bilder deiner großen Liebe, Regie: Marie Rosa Tietjen, von Wolfgang Herrndorf
Maxim-Gorki-Theater Berlin: Skelett eines Elefanten in der Wüste, Regie: Ayham Majid Agha, von Ayham Majid Agha
Staatsschauspiel Stuttgart: Fahrenheit 451, Regie: Wilke Weermann, nach dem Roman von Ray Bradbury
Not Letting It In, Regie: Jason Danino Holt, von Jason Danino Holt
Orchiektomie rechts, Regie: Noam Brusilovsky, von Noam Brusilovsky
DON'T WORRY BE YONCÉ XS edition, Regie: Stephanie van Batum, von Stephanie van Batum und Stacyian Jackson
Maxim Gorki Theater Berlin Studio Я: Valeska Gert - The Animal Show, Regie: Marina Frenk, von Marina Frenk
Deutsches Theater Berlin: Tropfen auf heiße Steine, Regie: Philipp Arnold, von Rainer Werner Fassbinder
Münchner Volkstheater: Children of Tomorrow, Regie: Corinne Maier (geteilte Gewinnerin des Publikumspreises), von Tina Müller und Corinne Maier
Theater Rabenhof Wien: JA EH! Beisl, Bier und Bachmannpreis, Regie: Christina Tscharyiski (geteilte Gewinnerin des Publikumspreises), von Stefanie Sargnagel

### 2019
The Agency: Medusa Bionic Rise, Regie: Yana Thönnes, von „The Agency“
Animal Architecte: Durée d’exposition, in französischer Sprache mit deutschen Übertiteln, Regie: Camille Dagen, von „Animal Architecte“
Theater Neumarkt Zürich: Café Populaire, Regie: Nora Abdel-Maksoud, von Nora Abdel-Maksoud
Meding/Recke: Angstpiece, Regie: Anta Helena Recke, von Julia*n Meding/Recke
Wiener Schauspielhaus: Die Hauptstadt nach dem Roman von Robert Menasse, Regie: Lucia Bihler
Peter Mills Weiss & Julia Mounsey: [50/50] old school animation, in englischer Sprache, Regie: Peter Mills Weiss & Julia Mounsey, von Julia Mounsey, Mo Fry Pasic, Peter Mills Weiss und Sophie Weisskoff
Münchner Kammerspiele: Yung Faust nach Johann Wolfgang von Goethe, Regie: Leonie Böhm
Thalia Theater Hamburg: dritte republik, Regie: Elsa-Sophie Jach & Thomas Köck, von Thomas Köck
Münchner Volkstheater: Amsterdam (DSE), Deutsch von Matthias Naumann, Regie: Sapir Heller, von Maya Arad Yasur
Berliner Ensemble: Revolt. She Said. Revolt Again. (DSE) und Mar-a-Lago, Double Feature, Regie: Christina Tscharyiski, von Alice Birch und Marlene Streeruwitz
Frascati Producties Amsterdam: White [Ariane], in englischer Sprache, Regie: Ariah Lester, von Ariah Lester (Gewinnerin des Publikumspreises)
Staatsschauspiel Dresden: Operation Kamen, Regie: Florian Fischer, von Florian Fischer
Residenztheater München: Der Mieter, Regie: Blanka Rádóczy, von Roland Topor
Landestheater Niederösterreich St. Pölten: Um die Wette, Regie: Philipp Moschitz, von Eugène Labiche

### 2020
Maxim Gorki Theater: Oder: Du verdienst deinen Krieg (UA, Eight Soldiers Moonsick), Regie: Sasha Marianna Salzmann, von Sivan Ben Yishai
ETA Hoffmann Theater Bamberg: Das Deutschland, Regie: Bonn Park, von Bonn Park
Produktion von caner teker in Koproduktion mit SOPHIENSÆLE: Kırkpınar (UA), Regie: Caner Teker
Theater Basel: Wiederauferstehung der Vögel (UA), Regie: Katrin Hammerl, von Thiemo Strutzenberger
Theater Osnabrück: IKI.Radikalmensch (UA), Regie: Rieke Süßkow, von Kevin Rittberger
Staatsschauspiel Nürnberg: I love you, Turkey! (DSE), Regie: Selen Kara, von Ceren Ercan
TANZ. Eine sylphidische Träumerei in Stunts (UA), Regie: Florentina Holzinger
Münchner Volkstheater: Hedda Gabler, Regie: Lucia Bihler, von Henrik Ibsen
The Miracle of Love / Das Wunder der Liebe (UA), Regie: Daniel Cremer
Deutsches SchauSpielHaus Hamburg: Das Totenfest, Regie: Max Pross, von Jean Genet in der deutschen Übersetzung von Marion Luckow
Münchner Kammerspiele: Die Kränkungen der Menschheit (UA), Regie: Anta Helena Recke
Thalia Theater: Der Boxer (UA), Regie: Ewelina Marciniak, nach dem Roman von Szczepan Twardoch in einer Bearbeitung von Jarosław Murawski
Die für den 25. April bis 2. Mai geplante 16. Veranstaltung des Festivals am Münchner Volkstheater wurde laut Presseerklärung wegen der COVID-19-Pandemie-bedingten Planungsunsicherheit am 13. März 2020 abgesagt.

### 2022
Left Bank Theatre, Kyjiw: "Bad Roads" (UA), von Natalia Vorozhbyt, Regie: Tamara Trunova
Onassis Stegi, Athen / Griechenland: "We are in the Army Now" (UA), Regie: Elias Adam
punktlive: "werther.live" (UA), nach Johann Wolfgang von Goethe, Regie: Cosmea Spelleken
Theater Oberhausen: "Karneval" (UA), Regie: Joana Tischkau
eine Produktion von Sorour Darabi: "Mowgli" (UA), Regie: Sorour Darabi
Düsseldorfer Schauspielhaus: "Identitti" (UA), von Mithu Sanyal, Regie: Kieran Joel
Münchner Volkstheater: "Gymnasium" (UA), eine Highschool-Oper von Bonn Park und Ben Roessler, Regie:  Bonn Park
"Civilisation", von Jaz Woodcock-Stewart in Zusammenarbeit mit Morgann Runacre-Temple, Regie: Jaz Woodcock-Stewart
PARASITES PROJECT: "karadeniz" (UA), eine Produktion von caner teker, Regie: caner teker
Berliner Ensemble: "It's Britney, Bitch!" (UA), von Lena Brasch und Sina Martens, mit Texten von Laura Dabelstein, Miriam Davoudvandi, Fikri Anıl Altıntaş und Lena Brasch, Regie: Lena Brasch
Nationaltheater Mannheim: "Die Jungfrau von Orleans", Romantische Tragödie nach Friedrich Schiller in einer Bearbeitung von Joanna Bednarczyk übersetzt von Olaf Kühl, Regie: Ewelina Marciniak

### 2023
Burgtheater Wien: "Zwiegespräch" (UA), von Peter Handke, Regie: Rieke Süßkow
"Radical Hope - Eye to eye", von Stef Van Looveren, Regie: Stef Van Looveren
Ko-Produktion von Glossy Pain und Volksbühne am Rosa-Luxemburg-Platz: "Sistas!", von Golda Barton nach Anton Tschechows "Drei Schwestern" und einer Idee von Isabelle Redfern, Regie:  Isabelle Redfern, Katharina Stoll / Glossy Pain
Deutsches Schauspielhaus Hamburg: "Das Ereignis", von Annie Ernaux, Regie: Annalisa Engleben
Nationaltheater Mannheim: "Dschinns", nach dem Roman von Fatma Aydemir in der Theaterfassung von Selen Kara, Regie: Selen Kara
Tiroler Landestheater Innsbruck: "Gondelgschichten", Regie: Institut für Medien, Politik & Theater
Düsseldorfer Schauspielhaus: "Odyssee", frei nach Homer von Pavlo Arie, Regie: Stas Zhyrkov
Deutsches Nationaltheater Weimar: "Der Meister und Margarita", Schauspiel nach Michail Bulgakow, Regie: Luise Voigt
Deutsches Theater Berlin: "Mein Leben in Aspik", von Stephen Uhly, Regie: Frederike Drews
Dan Daw Creative Projects: "The Dan Daw Show", von Dan Daw, Regie: Dan Daw
Theater Dortmund: "GRM. Brainfuck", das sogenannte Musical in einer Bühnenfassung von Sybille Berg nach ihrem gleichnamigen Roman, Regie: Dennis Duszczak
Münchner Volkstheater: "8 1/2 Millionen", nach dem Roman von Tom McCarthy, Regie: Mathias Spaan
Theater Magdeburg: "Woyzeck", Schauspiel nach Georg Büchner, Regie: Jan Friedrich

### 2024
Volkstheater Wien: "FUGUE FOUR : RESPONSE", Uraufführung von Olivia Axel Scheucher und Nick Romeo Reimann, Regie: Olivia Axel Scheucher, Nick Romeo Reimann
Schauspiel Essen: "Doktormutter Faust", Uraufführung von Fatma Aydemir frei nach J.W. von Goethe, Regie: Selen Kara
Deutsches Theater Berlin: "Männerphantasien", auf Grundlage von Klaus Theweleits gleichnamigen Buch mit neuen Texten von Svenja Viola Bungarten, Ivana Sokola und Gerhild Steinbuch, Regie: Theresa Thomasberger
Sophiensaele Berlin, Künstler*innenhaus Mousonturm Frankfurt a. M., Kampnagel Hamburg: "Spill your Guts", Uraufführung von Hendrik Quast, Regie: Hendrik Quast
Düsseldorfer Schauspielhaus: "Arbeit und Struktur", Uraufführung von Wolfgang Herrndorf in einer Fassung von Robert Koall, Regie:  Adrian Figueroa
Münchner Volkstheater: "Das große Heft", nach Ágota Kristóf, Regie: Ran Chai Bar-zvi
Schauspiel Dortmund: "Die Gerächten", Uraufführung von Murat Dikenci, Regie: Murat Dikenci
Staatstheater Cottbus: "Das Kraftwerk - Ein Theaterabend über Kohle, Wasser und die Ewigkeit", Uraufführung - Ein Recherche-Stück von Calle Fuhr in Kooperation mit CORRECTIV Current Resonance, Regie: Aram Tafreshian
Kopenhagen, Dänemark: "À la carte", Uraufführung von Michael Hope, Fraz Ireland, Neo Hülcker, Henry Wilde, Caitlin Rowley, Alexandra Hallén
Theater Magdeburg: "Blutbuch", Roman von Kim de l’Horizon in einer Fassung von Jan Friedrich, Regie: Jan Friedrich
Griechisches Nationaltheater Athen: "Goodbye, Lindita" Uraufführung von Mario Banushi, Regie:  Mario Banushi
Theaterlabor Gießen: "PANDORA'S HEART", Uraufführung - ein queeres Lip-Sync-Musical, Regie: Anna Schill, Friederike Brendler, Maret Zeino-Mahmalat
Koproduktion Festival d’Avignon, KVS Brussels, Maillon, Théâtre de Strasbourg, Scène européenne, Frascati Producties – Amsterdam: "Up your Ass" von Nona Demey Gallagher und Lieselot Siddiki nach dem Text von Valerie Solanas, Regie: Nona Demey Gallagher, Lieselot Siddiki
Koproduktion Festival d’Avignon: "THE CADELA FORÇA TRILOGY: CHAPTER I - THE BRIDE AND THE GOODNIGHT CINDERELLA", Uraufführung von Carolina Bianchi und Cara De Cavalo, Regie: Carolina Bianchi

### 2025
Düsseldorfer Schauspielhaus: "Draußen vor der Tür", Originaltext von Wolfgang Borchert, Regie: Adrian Figueroa
Theater Dortmund: "Der Dämon in dir muss Heimat finden", Uraufführung von Lola Fuchs, Regie: Lola Fuchs
Theaterhaus Jena: "rhapsody", Uraufführung von Azeret Koua, Regie: Azeret Koua
Theater Aachen: "Unser Deutschlandmärchen", nach dem Roman von Dinçer Güçyeter, Regie: Antigone Akgün
Münchner Volkstheater: "Caligula", von Albert Camus, Regie: Ran Chai Bar-Zvi
Kosmos Theater Wien: "Nestbeschmutzung", Uraufführung vom Institut für Medien, Politik und Theater, Regie: Felix Hafner, Jennifer Weiss, Anna Wielander
Staatstheater Wiesbaden: "ER PUTZT", Uraufführung von Valeria Gordeev, Regie: Marie Schleef
Düsseldorfer Schauspielhaus: "Die Verwandlung", in einer Bearbeitung von Dorle Trachternach nach Franz Kafka, Regie: Kamilė Gudmonaitė
Volksbühne am Rosa-Luxemburg-Platz: "SALLY - mein Leben im Drag", Uraufführung von Meo Wulf, Regie: Meo Wulf
Berliner Ensemble: "Gittersee", Uraufführung von Charlotte Gneuß, in einer Bühnenfassung von Leonie Rebentisch, Regie: Leonie Rebentisch
Theater Osnabrück: "Kohlhaas (Glück der Erde, Rücken der Pferde)", nach Heinrich von Kleist, Uraufführung in einer Theaterfassung von Sofie Boiten und Lorenz Nolting, Regie:  Lorenz Nolting
Produktion von Lulu Obermayer mit HochX Theater und Live Art: "Rachel und ich", Uraufführung einer Performance von Lulu Obermayer mit Rachel Troy, Regie: Lulu Obermayer
Volkstheater Wien in Kooperation mit DOSSIER: "Aufstieg und Fall des Herrn René Benko", Uraufführung von und mit Calle Fuhr, Regie: Calle Fuhr
Volksbühne am Rosa-Luxemburg-Platz: "Weiße Witwe", Uraufführung von Kurdwin Ayub, Regie: Kurdwin Ayub

## Publikationen zum Festival
- Anke Roeder, C. Bernd Sucher: Radikal jung. Regisseure: Porträts, Gespräche, Interviews. Recherchen 25. Theater der Zeit 2005, ISBN 3-934344-48-8.
- Kilian Engels, C. Bernd Sucher (Hrsg.): absolut gegenwart. Regisseure von morgen. Henschel Verlag Berlin 2006, ISBN 3-89487-559-3
- Kilian Engels, C. Bernd Sucher (Hrsg.): Triebe Spiele Liebe. Regisseure von morgen. Henschel Verlag Berlin 2007, ISBN 978-3-89487-585-5
- Kilian Engels, C. Bernd Sucher (Hrsg.): Politische und mögliche Welten. Regisseure von morgen. Henschel Verlag Berlin 2008, ISBN 978-3-89487-613-5
- Kilian Engels, C. Bernd Sucher (Hrsg.): Sehnsucht und Notwendigkeit. Regisseure von morgen. Henschel Verlag Berlin 2009, ISBN 978-3-89487-643-2
- Kilian Engels, C. Bernd Sucher (Hrsg.): Theater als Utopie. Regisseure von morgen. Henschel Verlag Berlin 2010, ISBN 978-3-89487-667-8
- Kilian Engels, C. Bernd Sucher (Hrsg.): Occupy Identity. Regisseure von morgen. Henschel Verlag Berlin 2012, ISBN 978-3-89487-726-2
- Kilian Engels, C. Bernd Sucher (Hrsg.): Reality revisited. Regisseure von morgen. Henschel Verlag Berlin 2013, ISBN 978-3-89487-740-8
- Kilian Engels, C. Bernd Sucher (Hrsg.): changing the system from within. Regisseure von morgen. Henschel Verlag Berlin 2014, ISBN 978-3-89487-747-7
- Kilian Engels, C. Bernd Sucher (Hrsg.): Exklusiv Inklusiv. Regisseure von morgen. Henschel Verlag Berlin 2015, ISBN 978-3-89487-777-4
- Kilian Engels, C. Bernd Sucher (Hrsg.): Alles ist Theater. Regisseure von morgen. Henschel Verlag Berlin 2016, ISBN 978-3-89487-786-6
- Kilian Engels, C. Bernd Sucher (Hrsg.): „Radikal jung 2019 - Das Festival für junge Regie“ Verlag Theater der Zeit 2019, ISBN 978-3-95749-204-3
- Jens Hillje, C. Bernd Sucher, Christina Wahl (Hrsg.): „Radikal jung 2020 - Das Festival für junge Regie“ Verlag Theater der Zeit 2020, ISBN 978-3-95749-278-4

## Belege
1. ↑  Festival Radikal jung abgesagt: Keine Planungssicherheit, nachtkritik.de vom 13. März 2020, abgerufen am 14. März 2020